# Kalijirek
Kalijirek is een bestuurslaag in het regentschap Kebumen van de provincie Midden-Java, Indonesië. Kalijirek telt 1725 inwoners (volkstelling 2010).